# Rotting Christ

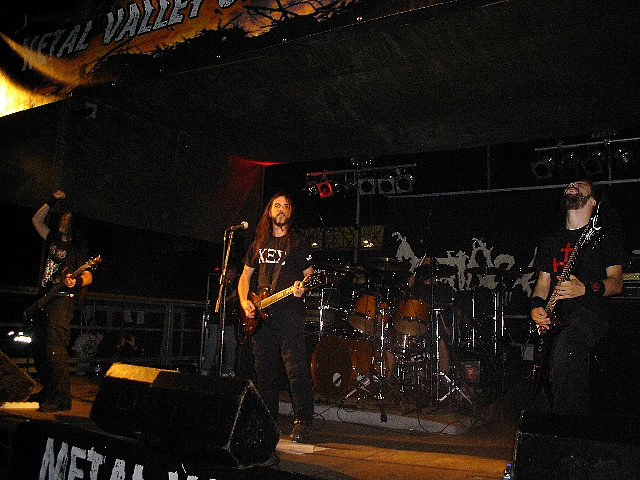
Rotting Christ in 2003

Rotting Christ is een Griekse blackmetalband uit Athene. De band werd opgericht in 1987, en staat bekend als een van de meest succesvolle Griekse metalbands.
De band bestaat tegenwoordig uit de broers Necromayhem (echte naam Sakis Tolis, 29 juni 1972), zang en leadgitaar) en Necrosauron (echte naam Themis Tolis, 28 maart 1974, drums) en bassist Andreas (echte naam Andreas Lagios, 11 november 1972). Sinds 2005 heeft ook gitarist Giorgos Bokos zich bij Rotting Christ gevoegd. 

## Bandleden

### Huidige bezetting
- Sakis Tolis - gitaar en zang - 1987
- Andreas Lagios - basgitaar - 1996
- Giorgos Bokos - gitaar - 2005
- Themis Tolis - drums - 1987

### Vroegere leden
- Kostas Vassilakopoulos - gitaar - 1996-2004
- Georgios Tolias - keyboard - 1996-2004
- Jim "Mutilator" - basgitaar - 1989-1996

## Discografie
- Satanas Tedeum (1989)
- Passage to Arcturo (1991)
- Thy Mighty Contract (1993)
- Non Serviam (1994)
- Triarchy of Lost Lovers (1996)
- A Dead Poem (1997)
- Sleep of the Angels (1999)
- Khronos 666 (2000)
- Genesis (2002)
- Sanctus Diavolos (2004)
- Theogonia (2007)
- AEALO (2010)
- Kata Ton Daimona Eaytoy (2013)
- Rituals (2016)
- The Heretics (2019)
- Apocryphal Spells VOL I (2022)
- Apocryphal Spells VOL II (2022)
- Pro Xristou (2024)